# Такушево
Таку́шево (рос. Такушево, ерз. Такушево) — село у складі Теньгушевського району Мордовії, Росія. Адміністративний центр Такушевського сільського поселення.
Населення — 440 осіб (2010; 498 у 2002).
Національний склад (станом на 2002 рік):
- росіяни — 98 %